# Justa del Sarraceno
La Giostra del Saracino o Justa del Sarraceno es una evocación histórica medieval que tiene lugar en la ciudad de Arezzo. En ella participan los cuatro barrios en que está dividida la ciudad, es decir, el barrio de Porta Crucifera (conocido también como Colcitrone), el barrio de Porta del Foro (conocido también como San Lorentino), el barrio de Porta Sant’Andrea y el barrio de Porta Santo Spirito (conocido también como barrio della Colombina).

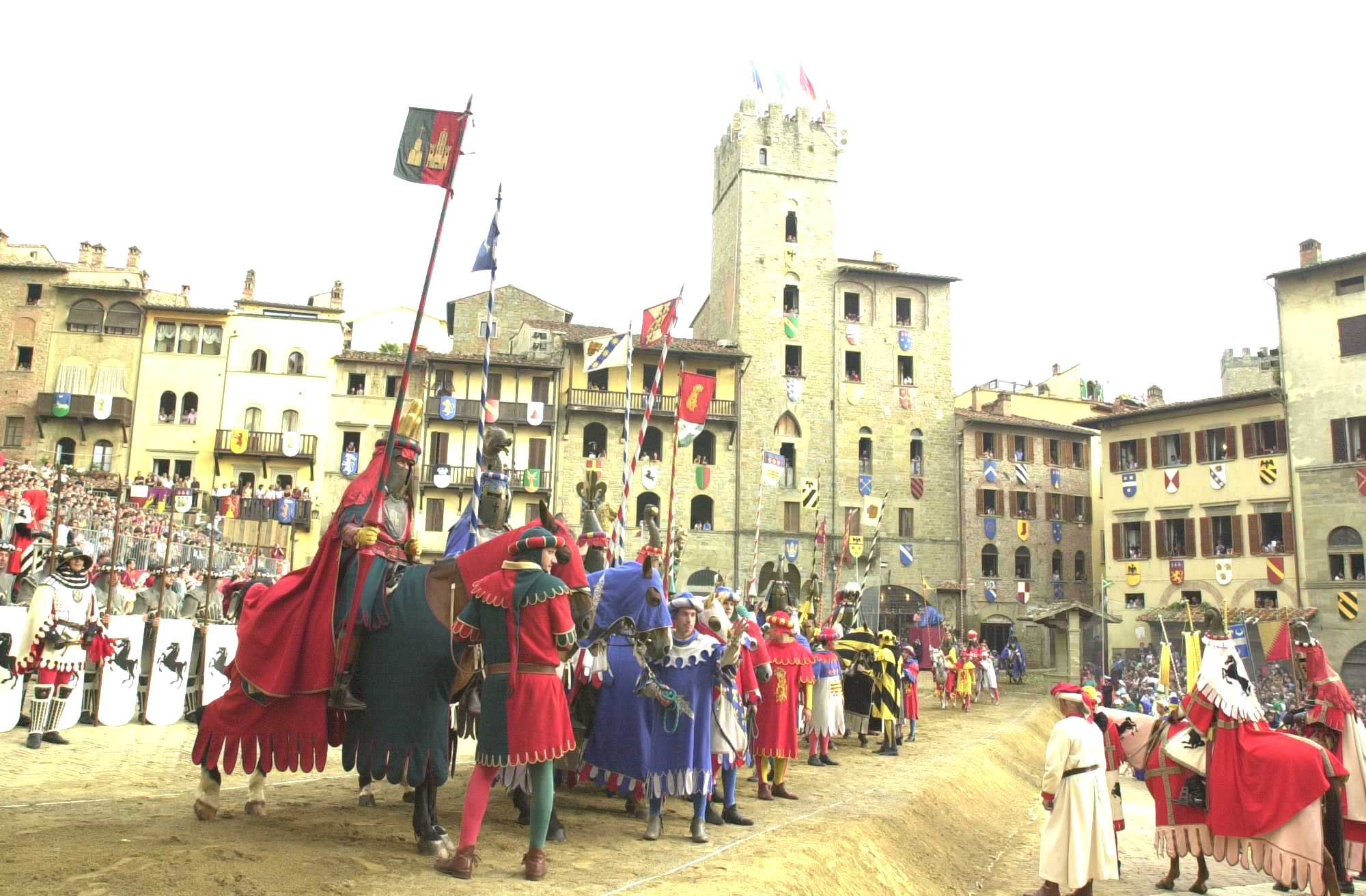

## La justa

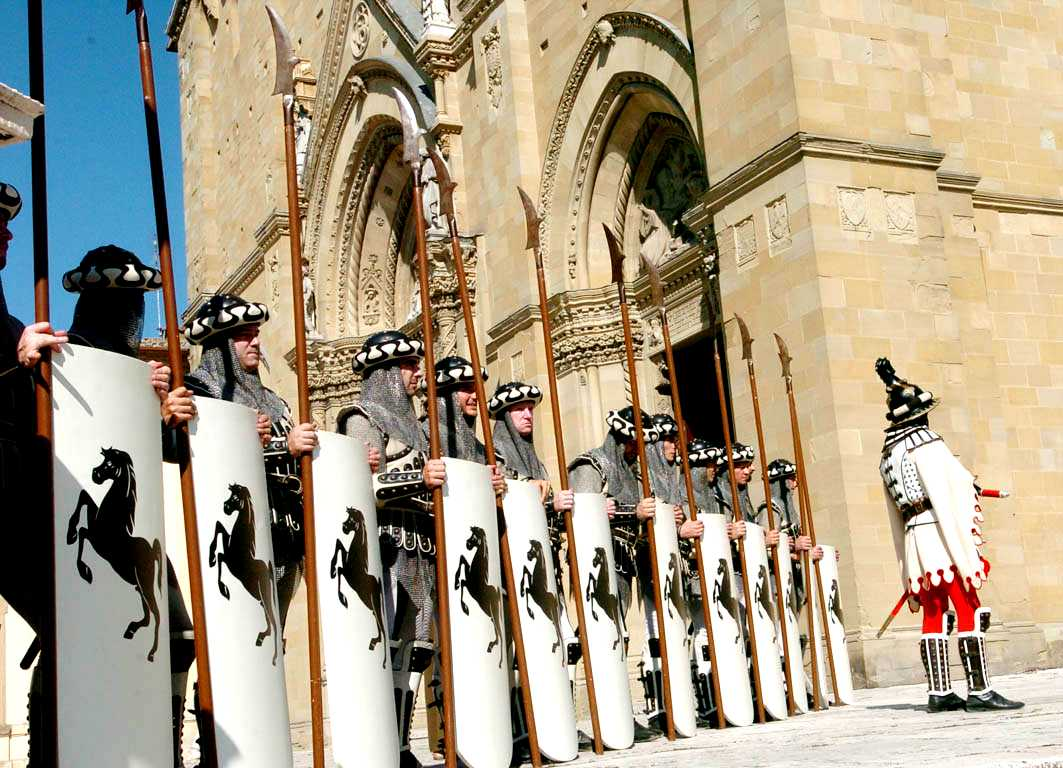

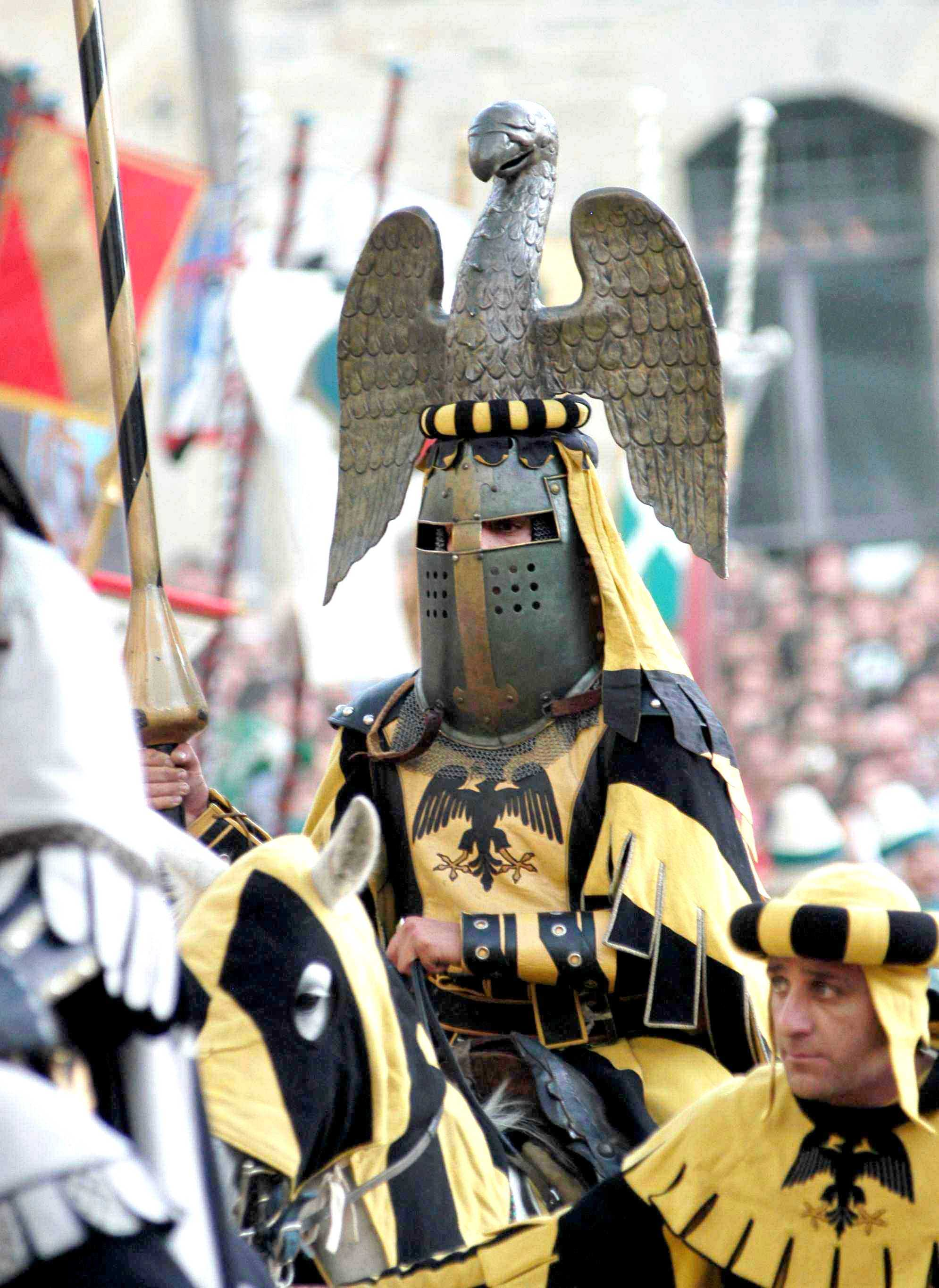

La Justa del Sarraceno se corre en la Piazza Grande de Arezzo el penúltimo sábado del mes de junio (Giostra de San Donato) en versión nocturna; y el primer domingo del mes de septiembre (Giostra de Septiembre) por la tarde.
Los actores principales de la evocación son los barrios con sus habitantes.

## La historia de la justa

### Los orígenes de la Justa
La justa es una evocación histórica en vestimenta medieval que se desarrolla en Arezzo desde hace siglos, presumiblemente desde el siglo XIII.
Se trata de un antiguo juego caballeresco que tiene su origen en la Edad Media y que consiste en puntar en el blanco puesto sobre el escudo del Buratto (un maniquí girable que personifica el “Rey de las Indias”), con un golpe de lanza al término de una veloz carrera a caballo. Todo esto sin dejarse golpear por el flagelo, sostenido por el mismo Buratto, el cual viene accionado con un mecanismo elástico.
En un principio, probablemente este cabalgar contra un fantoche era un ejercicio militar que lentamente asumió la característica de manifestación, en la cual se desafiaban los caballeros durante particulares celebraciones o simplemente, para demostrar la propia habilidad. De torneos y justas vistas en Arezzo, habla expresamente Dante Alighieri al inicio del XXII canto del Infierno, en algunas célebres estrofas:

"Caballeros he visto alzar el campo, 

comenzar el combate, o la revista, 

y alguna vez huir para salvarse;                                      

en vuestra tierra he visto exploradores, 

¡Oh aretinos! y he visto las mesnadas,                          

hacer torneos y correr las justas;

ora con trompas, y ora con campanas, 

con tambores, y hogueras en castillos, 

con cosas propias y también ajenas"
Dante Alighieri, "La Divina Comedia - Infierno, Canto XXII, 1-9"

De competiciones con las lanzas (hastiludia), desarrolladas en la ciudad de Arezzo para festejar el feliz éxito de una misión diplomática en tierras francesas se habla, en cambio, en dos cartas dirigidas a la curia aviñona en noviembre de 1331 por parte de los Tarlati, señores de Arezzo.
En el Renacimiento, estos espectáculos se volvieron una gran atracción; se tienen ciertas noticias de Giostre ad burattum por todo el siglo XVI, a causa de la visita a la ciudad de personajes famosos o por celebraciones importantes, como la manifestación de 1535 dedicada a San Donato. También, en el Seiscientos fueron muy difundidos las justas y, de aquella del 1677 en honor a San Nicoló, actualmente se cuenta con el reglamento escrito junto con el tablero de puntuación. De la Justa de 1648 se cuenta con una amplia y detallada cronología gracias a Federico Nomi, al cual fue dedicada la edición de septiembre de 2005, en la celebración del III centenario de su muerte. Otro famoso torneo fue aquel para la celebración Petrarcal de 1904, que se desarrolló en el Prato (el parque contiguo a la Fortezza Medicea) y donde se exhibieron fueron los Dragones de casa Savoia.

### Los barrios en el Medioevo

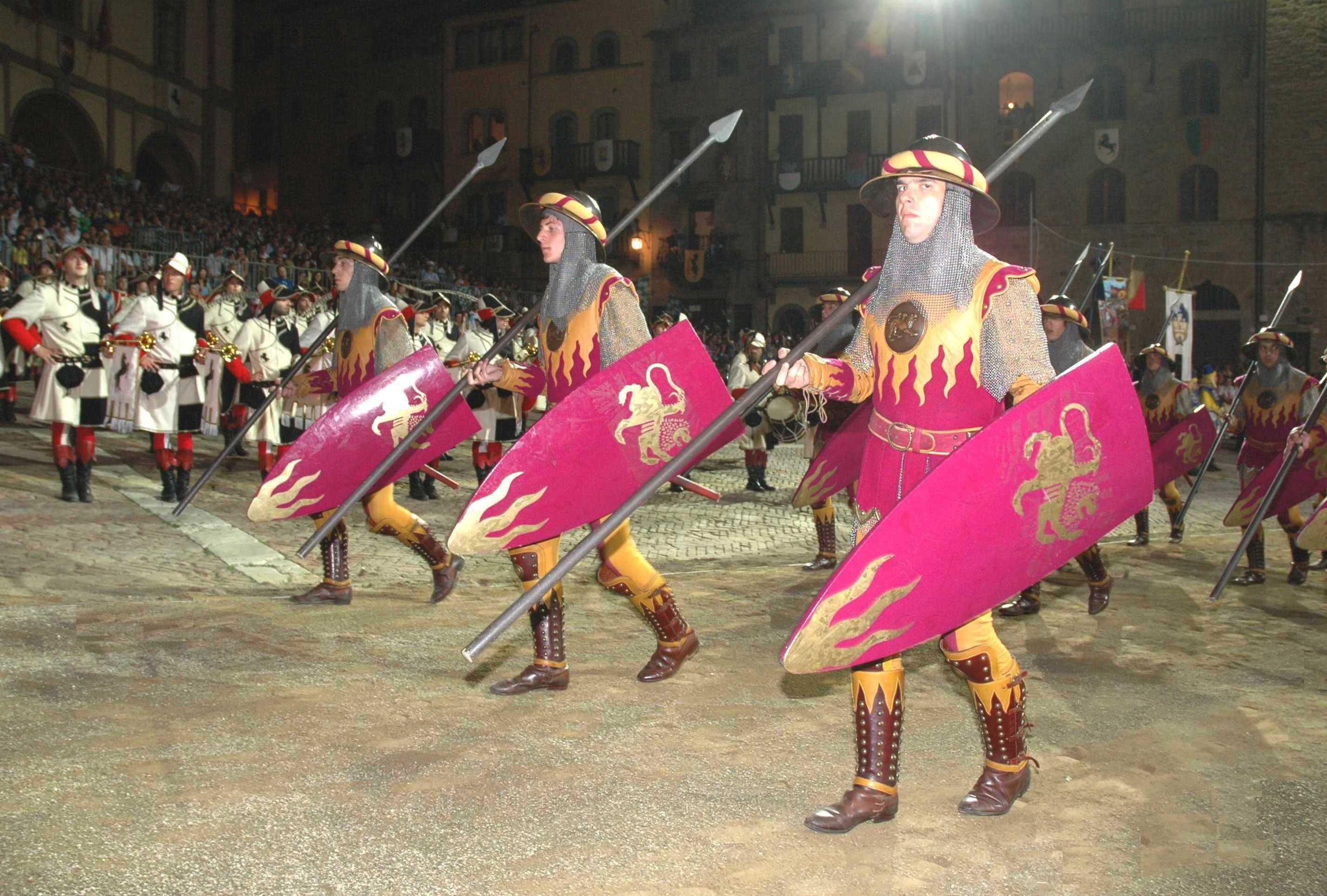

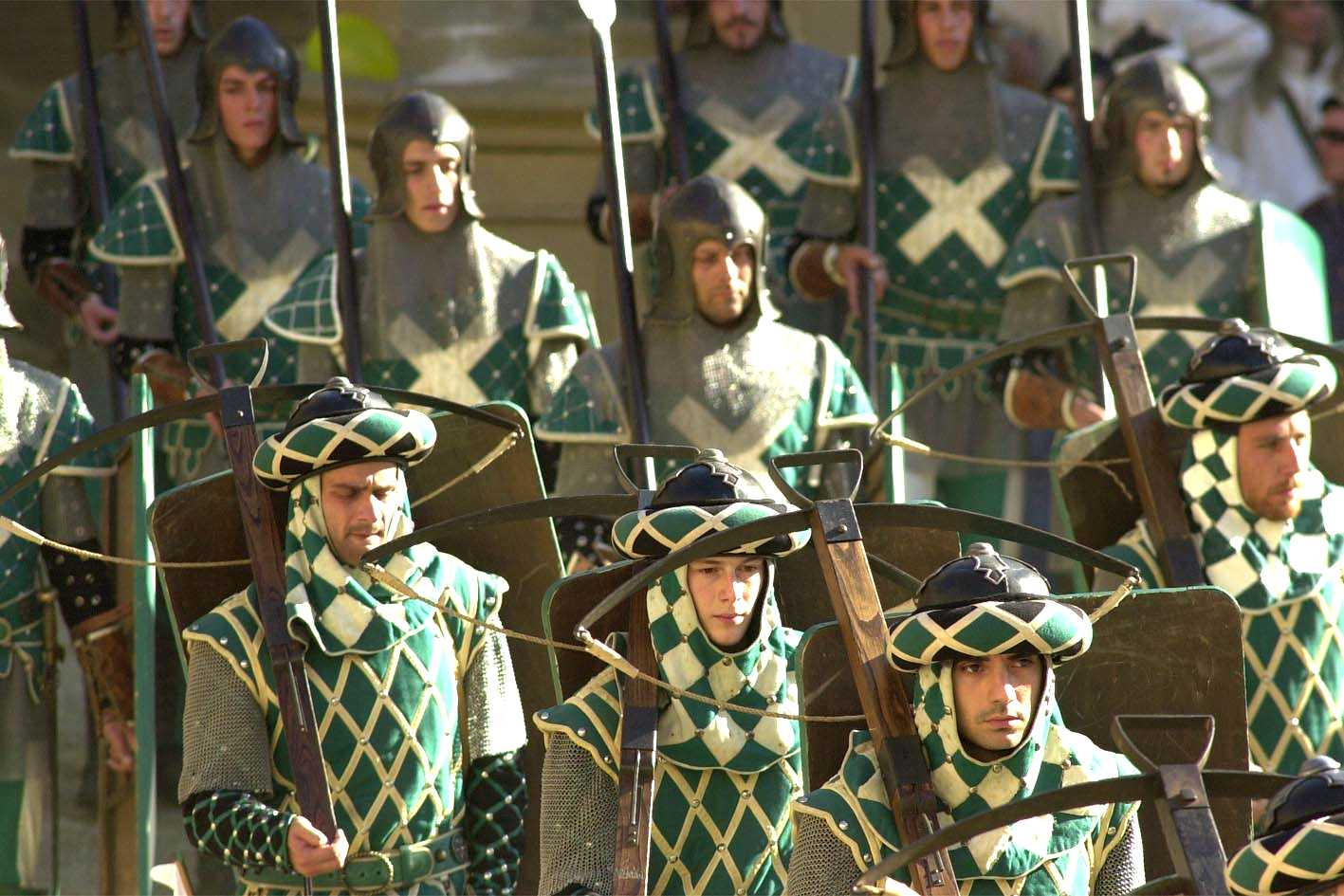

De los Estatutos del 1327 se puede observar que en aquel año Arezzo, era dividida en 4 quartieri o barrios: Porta Crucifera, Porta Sant'Andrea, Porta del Foro y Porta Burgi (cuyo territorio actual corresponde a aquel del actual Porta Santo Spirito, y no del homónimo barrio que tomará parte a la única edición de 1931), que tenían jurisdicción inclusive fuera de la muralla de la ciudad, en un territorio dividido en tres cintas concéntricas.
Los dos primeros eran las "Camparie", que representaban la zona inmediatamente después de la muralla, y las "Cortine", que se extendían cerca de cinco millas. Estas primeras dos reparticiones, tomaban directamente el nombre de las quatro puertas de pertenencia. Porta Crucifera controlaba las Camparie y las Cortine al noreste, Porta Sant'Andrea al sureste, Porta del Foro al noroeste y Porta Burgi al suroeste. Luego, estaba la tercera cinta, formada por lo cinco "Viscontarie" que englobaban aquel territorio comprendido por los otros poblados y grupos conformantes de la comitiva aretina.
Los Viscontarie eran llamados de Montagna, de Verona, de Cegliolo, del Piano d'Arezzo y de la Valdambra.
- Porta Crucifera tenía jurisdicción sobre aquella de Verona, es decir, el valle alto del Tevere.
- Porta Sant'Andrea, en cambio, Cegliolo o Valcerfone, la baja Valtiberina y toda la parte subapenínica y colinar de la Valdichiana hasta Cortona, delimitada en el lado de planicie por los pantanos de la Chiana.
- Porta del Foro tenía área de acción sobre la Viscontaria de Montagna (Casentino) y sobre aquella de Valdambra comprendinda en el Valdarno superior.
- Porta Burgi, controlaba el Piano d'Arezzo, por tanto la Valdichiana además de los pantanos (Civitella a Foiano) y la Viscontaria de Valdambra comprendida en el Valdarno Inferior.

En su porción de Camparie, Cortine y Viscontarie, las cuatro puertas tenían potestad en materia civil, judicial y de tributaria.

### Las sasas de la ciudad y las del condado
El cortejo que hoy participa en la Justa, ve desfilar también los emblemas y caballeros de las familias nobles de la ciudad y del condado que en los territorios distribuidos en los barrios, poseían la residencia o habían tenido feudos y consorcios, por tanto, peso político y militar antes del inicio de la liberación de los municipios.

## La justa hoy
La primera edición de nuestro días se desarrolló el 7 de agosto de 1931, fecha en que se celebra la fiesta del Patrono de Arezzo San Donato. Según la tradición, la evocación histórica fue traída nuevamente en luz luego de un descubrimiento realizado por Alfredo Bennati en 1930 en la biblioteca cívica. Se narra que Bennati estaba en la búsqueda de la receta de un postre y casualmente se topó con documentos medievales que describían el desarrollo de una justa entre caballeros de las Casas Nobles de Arezzo y del condado. La justa de aquel entonces tenía un objetivo preciso, el cual era entrenar a los caballeros aretinos para el combatir a los bandidos que de las costas se aventuraban hasta tierra adentro. Por esto se representaba al Buratto (maniquí) como el "Rey de las Indias" y con rasgos medio-orientales.
El 7 de agosto de 1931, el magistrado supremo Pier Lodovico Occhini reinició en forma moderna la Justa del Sarraceno. Si las ediciones del pasado habían sido más que nada un modo para marcar la diferencia de clases, con éstas de la era moderna entró en juego el carácter de competición. Se pensó así, en subdividir el territorio de la ciudad en más partes y a cada uno de estos sectores fueron asignados giostratori (caballeros) que los representarían.
La ciudad, por tanto, vino dividida en 5 zonas llamadas "quintieri" (Barrios): Porta Crucifera (colores blanco y verde), Porta del Foro (amarillo y carmesí), Porta Santo Spirito (azul y oro), Saione (blanco, rojo y verde) y Porta Burgi (rojo, verde y oro). A este último barrio fue asignada la victoria de la primera justa del siglo XX.
Ya desde 1932 sin embargo, se realizaron cambios decidiendo definitivamente de ambientar la manifestación como en el siglo XIV, la espléndida época de los Tarlati. Al mismo tiempo, el territorio de la ciudad fue dividido en 4 barrios de acuerdo al modo del 1300. El barrio de Saione fue incorporado al Porta Santo Spirito, mientras que la zona asignada en manera no verídica el año anterior a Porta Burgi, fue en gran parte absorbida por la Porta Crucifera, que a su vez cambió los propios colores en aquellos del barrio absorbido. Así, Porta Crucifera, cedió los antiguos colores y parte de su territorio a la recién formada Porta Sant'Andrea. La única varicación respecto al Medioevo, fue realizada por Porta Santo Spirito, que sustituyó a Porta Burgi en la combinación a la parte suroeste de Arezzo.

## Los barrios

### Barrio de Porta Crucifera
Conocido también como "Colcitrone"
- Colores: rojo y verde
- Representación heráldica del emblema: "Dividido: la primera parte verde, al monte de tres colinas en oro a la italiana, en la cima una cruz; la segunda parte en rojo, el campanario de la Pieve di Arezzo con ventanas negras, entre dos torres también en oro con aperturas y ventanas en negro".
- Territorio: Sector noreste de la ciudad. Al barrio son asociados, además, las antiguas Cortine de Porta Crucifera y la Viscontaria de la Verona.
- Afirmación: "Maior crux, excelsior gloria".
- Casas de la ciudad: los Bacci, Bostoli, Brandaglia, Pescioni.
- Casas del condado: los Condes de Montedoglio, Nobles de la Faggiuola.
- Sede: Palazzo Alberti, via San Niccoló 1.
- Protettore: San Marino.
- Oratorio: Iglesia de la Santa Croce, via di Santa Croce.
- Publicación periódica: "Il Mazzafrusto".
- Lanzas de Oro ganadas: 34
- Última victoria: 20 de junio de 2009 (Alessandro Vannozzi, Carlo Farsetti).

### Barrio de Porta del Foro
Conocido también como "San Lorentino"
- Colores: amarillo y carmesí
- Representación heráldica del emblema: "De carmisí a la Quimera de Arezzo rebelada"
- Territorio: sector noroeste de la ciudad. Al Barrio son asociados, además, las antiguas Cortine de Porta del Foro, la Viscontaria de Montagna e la de Valdambra oltre l'Arno.
- Afirmación: "Tria capita, una mens".
- Casas de la ciudad: los Grinti de Catenaia, Sasoli, Tarlati de Pietramala, Ubertini.
- Casas del condado: los Cattani della Chiassa, Condes Guidi di Romena.
- Sede: en los locales de Porta San Lorentino.
- Protector: Santos Lorentino y Pergentino.
- Oratorio: Iglesia de San Domenico, Piazza Fossombroni.
- Publicación periódica: "Lancia in Resta"
- Lanzas de Oro ganadas: 26
- Última victoria: 2 de septiembre de 2007 (Enrico Giusti, Gabriele Veneri).

### Barrio de Porta Santo Spirito
- Colores: amarillo y azul
- Representación heráldica del emblema: "De azul al puente de tres arcos al natural, cargado por arriba de aquel central, más en alto de una letra M sobre una cruz en negro, y arriba una muralla con tres torres al natural superados por una paloma del Espíritu Santo radiante en oro".
- Territorio: sector suroeste de la ciudad. Al Barrio son asociados, además, las antiguas Cortine de Porta del Borgo, la Viscontaria del Piano de Arezzo y la Viscontaria de la Valdambra hasta el Arno.
- Afirmación: "Ex antiquitate ardor".
- Casas de la ciudad: los Albergotti (única Casa aretina con exponentes aún en vida), Azzi, Camaiani, Guasconi.
- Casas del condado: los Pazzi del Valdarno, Tolomei del Calcione.
- Sede: Bastiones de Porta Santo Spirito, via Niccoló Aretino 4.
- Protector: San Jacopo.
- Oratorio: Iglesia de San Antonio, via Vittorio Veneto.
- Publicación periódica: "Il Bastione"
- Lanzas de Oro ganadas: 26
- Última victoria: 3 de septiembre de 2006 (Carlo Farsetti, Luca Veneri).

### El cortejo histórico
La Justa odierna es precedida por la exhibición de los Abanderados acompañados por el redoble de los tambores y el sonido de los clarines del Grupo de Músicos, inmediatamente después, la entrada en la plaza de todo el cortejo histórico de la Justa. Más de trescientos participantes (311 con precisión) en los espléndidos disfraces de época hacen su ingreso (según el orden establecido en 1961 con base a un guion dirigido por Fulvio Tului) en Piazza Grande, acompañados del calor y aplausos de los integrantes de los barrios agrupados en las tribunas y a los lados de la plaza.
El primero en entrar es el Heraldo, luego la Magistratura de la Justa (compuesta por el Primer Magistrado y de otros 7 magistrados), el Jurado (formado por el Primer Juez y de otros 4 jueces), el Canciller, los Sirvientes del Buratto, los Asistentes (que portan la Lanza de Oro, el trofeo de la Justa), la Infantería de la ciudad y el Maestro de Campo (que representa al comandante de la milicias y que en el campo representa la máxima autoridad) acompañado de su propio delegado. Está también el Grupo de Músicos (23 clarines, 10 tambores y un portabandera) y los abanderados que empuñan las banderas de los 39 municipios de la Provincia de Arezzo. Estos realizan una exhibición, en cada edición inspirada en un tema diverso, con una prestigiosa realización de acrobacias de rara maestría.
En este momento, ingresan los participantes de los cuatro Barrios, precedidos de los respectivos Rectores (el cargo más alto de un Barrio) y de los portadores de los emblemas de las Casas asociadas a los barrios. El cortejo de cada Barrio consta de un paje (normalmente representado por un niño), 2 tamborines, los portadores de los blasones de las respectivas Casas, así como 12 caballeros armados y otro tanto de ballesteros a las órdenes de un Maestro de Armas. Sucesivamente hacen su ingreso los Capitanes de los Barrios.
Finalmente, desfilan corriendo con los respectivos caballos en la liza, como probando su tarea que a partir de ahí les espera, los 8 Giostratori o caballeros (2 por cada Barrio) que tomarán parte de la competición.
Toca el turno a los músicos, que entonan el Himno de la Justa del Sarraceno (convertido ya en un verdadero y propio himno de la ciudad de Arezzo), cantado por toda la Plaza. Al terminar, el Heraldo lee a la Plaza la "Disfida di Buratto", es decir, una especie de desafío y declaración de guerra del Rey de las Indias a los Caballeros aretinos.
Sucesivamente el Maestro de Campo da la orden a los ballesteros de los Barrios de empuñar las armas y arrojar al cielo las flechas al grito de "¡Arezzo!". Entonces llega la formal petición del permiso de correr la justa a la Magistratura. En caso de respuesta afirmativa (como sucede siempre), el Heraldo anuncia la primera carrera.

## La competencia
El desarrollo de las carreras de la Justa del Sarraceno está disciplinado por el relativo Reglamento Técnico.
Cada Barrio dispone de dos Caballeros giostratori y tiene el derecho a dos carreras que serán realizadas según el orden extracto el domingo precedente dentro del Palazzo Civico. En cada carrera el caballero empuña una larga lanza de leño de nogal: a la señal dado por el Maestro de Campo, cabalga a través de la liza (un camino de tierra comprimida que atraviesa de manera oblicua la Piazza Grande) e se lanza contra el Buratto, un fantoche dotado de un escudo en la mano izquierda y un flagelo mazzafrusto (un instrumento medieval compuesto de un látigo a tres cuerdas cuyas extremidades poseen bolas de plomo; en el caso de la Justa del Sarraceno, por motivos de seguridad, las bolas son de cuero y pesan 250 gramos cada una) en la derecha.
Antes de cada carrera los sirvientes del Buratto cargan el resorte de este último (que permite al maniquí de rotar sobre su propio eje una vez golpeado por la lanza de los Caballeros) y sobre el escudo colocan el cartelón o tablero.

### El Cartelón
El tablero o cartelón colocado sobre el escudo del Buratto es de forma rectangular y dividido en sectores a los cuales corresponde un puntaje. Con precisión, al centro (señalado con un círculo rojo) vale 5 puntos y a partir de este se dividen a manera de cruz 4 sectores: aquel en alto y a su derecha valen 4 puntos; aquel abajo y el de la izquierda, en cambio valen 2. A los lados de la "cruz" se encuentran otros 4 sectores: aquel en alto a derecha vale 3 puntos, el de abajo a la izquierda 1 punto, los otros restantes valen 2 puntos. El contorno (en alto, a la derecha y abajo) vale 1 punto. Los puntajes más esperados son el 5 ,que siendo tan difícil sólo algunos giostratori logran obtenerlo, y el cuatro. El objetivo es naturalmente el de golpear con la lanza el escudo tratando de realizar el puntaje más alto.
La individuación del punto de impacto con el cartelón del escudo es facilitada por la presencia en la punta de la lanza de una especie de gis además de una aguja. Por tanto, la parte del cartelón golpeada es claramente marcada facilitando el trabajo del Jurado.

### Elmazzafrusto
El golpe debe ser rápido, ya que en el Buratto está presente un resorte que se activa al momento del impacto entre la lanza y el escudo, haciéndolo rotar sobre su propio eje: por tanto, si el caballero es lento, se arriesga a ser golpeado por el flagelo. Las bolas de éste, están cubiertas de una tinta azul, de este modo el eventual impacto en el brazo o espalda del caballero será fácilmente visible y esto provocará el retiro de 2 puntos (según el art. 37 del Reglamento técnico).
El retiro de los dos puntos puede ser valorado por el Jurado en presencia de una carrera juzgada demasiado lenta (art. 35), aun cuando no haya habido contacto con el flagelo. Si la carrera es aún más lenta no logrando que el impacto accione el resorte del Buratto, el Caballero perderá todos los puntos. 
Por otra parte, si el impacto es tan violento como para desarmar al Buratto de su mazzafrusto, el caballero obtendrá un puntaje suplementario, proporcionado al número de bolas que se hayan separado (1,2 o 4 puntos respectivamente por 1,2 o 3 bollas; art. 37).

### La lanza
El Caballero debe resistir el choque con el Buratto y terminar la carrera con la lanza sostenida firmemente en mano: en el caso de que ésta caiga en tierra, el Caballero pierde todos los puntos marcados (art. 42), a menos que no haya logrado remover el entero flagelo (art. 37). La misma consecuencia se tiene en el caso en que el caballero rechace de presentarse al Jurado (art. 39 letra a). En cambio, si se presenta a ellos a pie, serán disminuidos dos puntos de los obtenidos (art. 39 letra b).
Por otra parte, si el impacto es tan fuerte como para destrozar la lanza, el caballero obtiene el doble de puntos conseguidos en el tablero (art. 43).

### Puntaje
El puntaje más alto posible es por tanto 14, que se obtiene en el caso en que el Caballero centre el 5, destroce su lanza y provoque la remoción de las 3 bolas del flagelo. De hecho, el más alto puntaje jamás igualado, es del giostratore de Porta Santo Spirito Carlo Farsetti que el 20 de junio de 1999 obtiene un 10, centrando el 5 y destrozando la lanza.
Una vez que el caballero ha concluido la carrera, restituye la lanza al Jurado, a quien anteriormente ha sido entregado el cartelón puesto sobre el escudo de Buratto. Los Jueces analizan el cartelón y la lanza misma para verificar la integridad. Una vez emanado el veredicto, lo entregan al Canciller que a su vez lo llevará al Heraldo para la lectura en la Plaza.

### Desempate
Si una vez concluidas las dos carreras ordinarias existen al menos dos Barrios con una puntuación igual, se procede a la carrera de desempate. Estas se corren hasta que se logre la desigualdad en los puntajes. 

### Victoria
Vence la Giostra del Saracino el Barrio que realiza la puntuación más alta. Al Rector del Barrio ganador es entregada la Lanza de Oro, que después será llevada en triunfo por las calles de la ciudad hasta el Duomo (donde los integrantes de los barrios cantan un Te Deum de agradecimiento a la Virgen del Consuelo o Madonna del Conforto de Arezzo) y posteriormente a la sede del Barrio.

## Curiosidades
La Giostra del Saracino o Justa del Sarraceno, ha sido el punto central de una historia de dibujos animados de la Disney: se trata de Zio Paperone e la Giostra del Saracino (Tío Gilito y la Justa del Sarraceno), publicada en el número 1606 de Topolino.